# 海沃德田径场

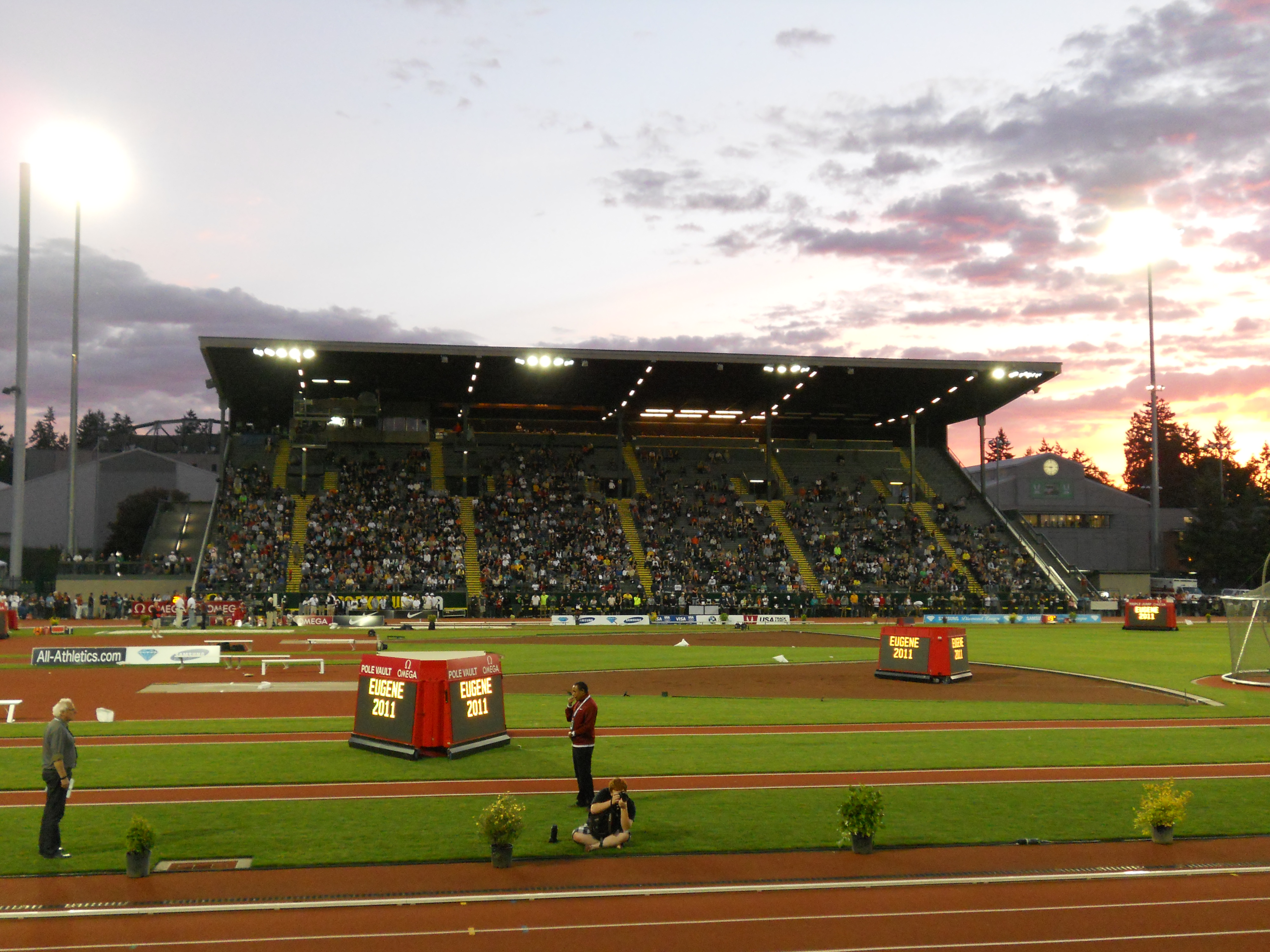
2011年普雷方丹经典赛

海沃德田径场是位于美国西北部的一个田径运动场，位于俄勒冈州尤金市的俄勒冈大学校园内。自1921年以来，它一直是俄勒冈大学田径队的主场。从1919年到1966年，它也是俄勒冈大学橄榄球队的主场。在田径场举办的田径比赛是由非营利组织TrackTown USA运营的。
海沃德田径场是以田径队教练比尔·海沃德（1868-1947）的名字命名的，他在1904-1947年担任田径队的教练工作。 它于2004年翻新，是美国仅有的五个世界田径认证的一级田径场之一（另外五个是哈瑟尔-罗森田径场、伊坎体育馆、约翰·麦克唐纳田径场和洛克白克公园）。海沃德田径场的海拔约为420英尺（130米），其内场是传统的南北朝向。太平洋在其以西约fifty英里（80）处，被俄勒冈海岸山脉隔开。
2018年，田径场被拆除，并在同一地点重建。新体育场由UO的慈善团体资助，校友、耐克公司的创办人菲尔·奈特是主要捐助者。

## 举办过的大赛
海沃德田径场曾在1986年、1993年、1999年、2001年、2009年、2011年和2015年举办全美田径锦标赛（USATF），并在1972年、1976年、1980年、2008年、2012年、2016年、2021年举办全美奥运会田径选拔赛。它是众多全美大学生田径锦标赛、美国田径协会（USATF）精英路跑赛事以及每年的世界田径钻石联赛分站赛之一的普雷方丹经典赛的举办地。
2014年世界青少年田径锦标赛，也就是现在的世界U20田径锦标赛在海沃德田径场举行。2022年世界田径锦标赛也在新田径场举行，这是田径世锦赛首次在美国举办。

## 链接
1. ↑  "Traditions are time-tested at historic Hayward Field" （页面存档备份，存于） Denver Post, 27 June 2008
2. ↑  Tims, Marvin. . Eugene Register-Guard (Oregon). November 6, 1966: 1A  [2022-07-20]. （原始内容存档于2022-07-20）.
3. ↑  Strite, Dick. . Eugene Register-Guard (Oregon). December 15, 1947: 1  [2022-07-20]. （原始内容存档于2016-05-14）.
4. ↑  Newnham, Blaine. . Eugene Register-Guard (Oregon). June 22, 1980: 1D  [2022-07-20]. （原始内容存档于2016-05-05）.
5. ↑  . Hayward Field Renovation. University of Oregon.   [April 19, 2018]. （原始内容存档于2022-11-15）.
6. 1 2  Chavez, Chris. . Sports Illustrated. August 2, 2018  [November 14, 2018]. （原始内容存档于2018-08-02）.
7. ↑  . USATF. 2005-10-14  [2007-04-04]. （原始内容存档于2007-09-30）.
8. ↑  .   [2022-07-20]. （原始内容存档于2019-09-27）.

## 外部連結
- 俄勒冈大学田径场简介 （页面存档备份，存于）
- 俄勒冈大学建筑：海沃德田径场 （页面存档备份，存于）